# Синопская набережная
Сино́пская на́бережная — набережная в Центральном районе Санкт-Петербурга. Проходит по левому берегу реки Невы от проспекта Обуховской Обороны до Смольного проспекта. На юг продолжается проспектом Обуховской Обороны, на север — Смольной набережной.
Протяженность Синопской набережной — около 2,6 км.

## История названия
Набережная была построена в первой половине XVIII века с основанием Александро-Невского монастыря. С 1799 года она именовалась О́хтенской — по Большеохтенскому (напротив Смольного проспекта) и Малоохтенскому (напротив проспекта Бакунина) перевозам через Неву (см. также Перевозный переулок). В 1821 году набережную назвали Не́вской. В 1837—1844 годах у набережной существовало и иное название — Не́вско-Роже́ственская (по Рождественской части — району Санкт-Петербурга, где находилась набережная; при этом её название писалось без буквы «д» согласно традициям написания 1-й половины XIX века). В 1821—1822 годах существовало также название Набережная улица, а на плане 1852 года набережная обозначена как Набережная улица реки Большой Невы. 16 апреля 1887 года получила название Кала́шниковская (по Калашниковскому пивоваренному заводу (ныне в составе завода «Ливиз» или по находившейся южнее завода Калашниковской пристани). 15 декабря 1952 года Калашниковская набережная было решено переименовать в Синопскую — к 100-летию победы эскадры Российского флота в Синопской бухте во время Крымской войны. Однако решение не было выполнено и 28 сентября 1953 года отменено. 4 января 1954 года принято повторно.

## История
В XIX веке на набережной располагался речной порт Санкт-Петербурга, в состав которого входили промышленные предприятия, склады и хлебная пристань. Крепление набережной было деревянным. В 1908=1911 годах при постройке Большеохтинского моста участок набережной, примыкающий к мосту, был укреплён низкой банкетной стенкой с озеленённым откосом. На подходах к мосту выше по течению Невы была возведена гранитная стенка длиной 270 м. В 1928—1929 годах укрепление набережной было продлено до улицы Моисеенко; к существующей стенке была пристроена циркульная вогнутая 440-метровая стенка, облицованная диабазом, а в месте примыкания двух стенок обустроен спуск.
В 1929—1930 годах на участке от Обводного канала до Херсонской улицы был создан Калашниковский районный речной порт: между Обводным каналом и рекой Монастыркой для совершения грузовых операций была сооружена бетонная стенка без облицовки протяженностью 470 м, там же были установлены портальные краны для разгрузки судов, а существующие амбары использовались как складские помещения.
Участок от Большеохтинского моста до Смольного проспекта на некоторых планах 1930—1940 годов включался в состав Смольной набережной. Приблизительно в 1964 году Синопская набережная была продлена от реки Монастырки до проспекта Обуховской Обороны.
В 1958 году на участке от Большеохтинского моста почти до проспекта Бакунина набережная капитально ремонтировалась, были устроены тротуары и установлены металлические перила с круглыми гранитными тумбами с устройством тротуаров.
После постройки моста Александра Невского (1961—1965) Калашниковский речной порт прекратил своё существование, а территория Синопской набережной от Монастырки до Херсонской улицы была благоустроена. На подходах к мосту была сооружена гранитная стенка длиной 225 м с гранитным парапетом и спусками. Берега Монастырки были укреплены низкой гранитной стенкой с зелёным откосом. В 1965—1977 годах на набережной от устья Монастырки до улицы Моисеенко была построена высокая железобетонная стенка длиной 1458 м с гранитной облицовкой и лестничными спусками. В конце 1990-х годов, в рамках реконструкции Большеохтинского моста, был перестроен примыкающий к мосту участок набережной и построен автомобильный тоннель под съездом с моста. В 2006—2007 годах проезжая часть набережной была расширена до 13,5 м с разделительной полосой шириной 2 м. Около моста Александра Невского в дополнение к тоннелю, сооружённому со стороны Обводного канала в створе моста в 1966—1967 годах в рамках его строительства, в 2013—2017 годах появился второй со стороны Большеохтинского моста в створе Херсонской улицы.
С 1870-х годов и вплоть до реконструкции 2006 года вдоль набережной на участке от набережной Обводного канала до проспекта Бакунина существовала служебная железнодорожная линия.

## Пересечения
Синопская набережная пересекает следующие улицы и мосты:
- проспект Обуховской Обороны
- мост Обуховской Обороны
- площадь Александра Невского
- мост Александра Невского
- Амбарная улица
- Херсонская улица
- Херсонский проезд
- проспект Бакунина
- улица Моисеенко
- Тульская улица
- Большеохтинский мост
- Смольный проспект

## Примечательные здания и сооружения
- Дом № 26 — дом Д. С. Воденникова, кон. XVIII в., перестроен в 1873 г. арх-м В. Ф. фон Геккером.  7831749000
- Дом № 28 — дом Трофимовых, 1 четв. XIX в.  7831748000
- Дом № 36 (пр. Бакунина, 16) — владение Спасо-Преображенского Валаамского монастыря на участке купчихи Караваевой, 1801 г., 1832 г. (арх. А. И. Очаков), перестраивался в 1840 г. и 1850 г., акад. (арх. П. И. Очаков), 1870 г.  781720784270005
- Дом № 52 — дом с примыкающими флигелями Нижегородского торгового дома Емельяна Башкирова с сыновьями, 1889 г., акад. арх. А. В. Иванов.  781711205930005
- Дом № 54 — радикально перестроенный особняк Е. И. Струнниковой[4]. Входит в список из 38 исторических зданий, незаконно исключённых из списка объектов культурного наследия при губернаторе Валентине Матвиенко[5].
- Дом № 58 — Казенный винный завод Министерства финансов, построен в 1870-х архитекторами А. Э. Юргенсом и Р. А. Гедике, перестраивался в 1890-е гг., предположительно, под руководством арх-ра С. А. Поленова.  7831745000
- Дом № 64А — Санкт-Петербургский музей истории профессионального образования[6].
- Дом № 66 — особняк Грузинского. Историческое здание было построено в 1877—1878 годах для царевича Ивана Грузинского по проекту архитектора Александра Ивановича Долотова[7]. В середине 2010-х под видом реставрации здание снесли и перестроили, несмотря на протесты градозащитников[8][9]. В нарушение существующего законодательства, исторический облик здания исказили надстроенной мансардой[10][11][12].
- Дом № 70 — дом Потираловской (Истоминых) с флигелями, 1-я четверть XIX в., перестраивался в 1857 году, в конце XIX столетия ремонтировались интерьеры, памятник архитектуры регионального значения[13][14]. В 2005 году флигель под литерой Л был исключён из предмета охраны[15]. В 2018 году город выставил дом Потираловской на продажу, оценив в 171—179 млн рублей[16].

Утраченные
- Храм Бориса и Глеба